# Trekroner (Haverslev Sogn)
 For alternative betydninger, se Trekroner. (Se også artikler, som begynder med Trekroner)
Trekroner er en lille landsby i Haverslev Sogn, Jammerbugt Kommune, der er opstået omkring Trekroner Skolen, der blev bygget i 1957, og de lærerboliger der blev bygget i tilknytning til skolen. Desuden ligger det tidligere sognekontor, der i dag fungerer som spejderhus.
I tilknytning til Trekroner Skolen blev der i 1997 på lokalt initiativ bygget en idrætshal med plads til børnehave og SFO.
|  | Denne artikel om lokaliteten Trekroner (Haverslev Sogn) kan blive bedre, hvis der indsættes et (bedre) billede. Du kan hjælpe ved at afsøge Wikimedia Commons for et passende billede eller lægge et op på Wikimedia Commons med en af de tilladte licenser og indsætte det i artiklen. |

57°02′57″N 9°22′08″Ø / 57.0492°N 9.3689°Ø